# Výšina (Rybník nad Radbuzou)
Die Výšina (deutsch Neubäuhöhe) ist ein Gipfel des mittleren Oberpfälzer Waldes. 
Sie befindet sich im Okres Domažlice etwa 5 km nördlich von Rybník nad Radbuzou (deutsch: Waier), 2 km nordöstlich von Mostek (deutsch: Schwanenbrückl), 4,7 km nordwestlich von Mutěnín (deutsch: Muttersdorf), 4,4 km südwestlich von Újezd Svatého Kříže (deutsch: Heiligenkreuz), 4,4 km südwestlich von Bělá nad Radbuzou (deutsch: Weißensulz), 2,8 km südöstlich von Smolov (deutsch: Schmolau) auf dem Ostufer der Radbuza 1,3 km vom Fluss entfernt.
An ihrem Südwesthang liegt die Wüstung Neubäu.
An ihrem Südosthang befinden sich die Wüstungen Fuchsberg, Wespenhäusel und Engelhäusel.
Der Gipfel der Výšina und der steile Nordwesthang sind bewaldet.
Auf den anderen Hängen wechseln weite Wiesen, Busch- und Waldgruppen einander ab.

## Belege
1. ↑  https://mapire.eu/de/map/thirdsurvey75000/?layers=osm%2C43&bbox=1406695.4622422517%2C6367252.221108267%2C1413956.9799293433%2C6369163.146815397
2. ↑  https://geoportal.bayern.de/bayernatlas/index.html?bgLayer=tk&zoom=9&lang=de&topic=ba&layers=e528a2a8-44e7-46e9-9069-1a8295b113b5&layers_visibility=false&catalogNodes=122&E=4548007.19&N=5491099.28
3. ↑  https://mapire.eu/de/map/thirdsurvey75000/?layers=osm%2C43&bbox=1404239.9344991646%2C6366768.765414696%2C1418762.9698733483%2C6370590.616828956